# Hồ Manasarovar
Hồ Manasarovar (Manas Sarovar; Hồ Manas; Mapam Yumtso; chữ Tạng: མ་ཕམ་གཡུ་མཚོ།; Wylie: ma pham g.yu mtsho; ZWPY: Mapam Yumco; tiếng Hindi: मानसरोवर; tiếng Trung: 玛旁雍错) là một hồ nước ngọt lớn nằm ở Khu tự trị Tây Tạng, cách thủ phủ Lhasa khoảng 940 kilômét (580 mi). Hồ này nằm về phía tây của Hồ Rakshastal và phía bắc của Núi Kailash.

## Địa lý
Hồ Manasarovar nằm tại độ cao 4.590 mét (15.060 ft) so với mực nước biển, một vị trí khá cao của một hồ nước ngọt lớn, nhất là trên khu vực mà hồ muối chủ yếu như ở Tây Tạng. Mặc dù vậy, có hàng trăm hồ nước ngọt trên thế giới nằm ở khu vực cao hơn, đáng chú ý phải kể đến hồ Angpa Tso, là một hồ nước ngọt có diện tích 410 km2 (160 dặm vuông Anh) và nằm ở độ cao hơn 4.941 m (16.211 ft) so với mực nước biển. Một số hồ nước ngọt khác có kích thước nhỏ hơn như là hồ Pumoyong Tso 290 km2 (110 dặm vuông Anh) ở độ cao hơn 5.018 mét cũng trên cao nguyên Tây Tạng.
Hồ Manasarovar  tương đối tròn với chu vi là 88 km (55 dặm). Chiều sâu của nó tối đa đạt 90 m (300 ft) và diện tích bề mặt của nó là khoảng 320 kilômét vuông (120 dặm vuông Anh). Nó được kết nối với khu vực gần Hồ Rakshastal bởi một con sông Ganga Chhu. Hồ Manasarovar gần với thượng nguồn của sông Sutlej, là chi lưu lớn ở cực đông của sông Ấn. Gần đó là thượng nguồn của các sông Brahmaputra, sông Ấn và sông Karnali (Ghaghara), một nhánh quan trọng của sông Hằng.
Nước từ hồ Manasarovar tràn vào hồ Rakshastal mà là một hồ nước muối nội lục. Các hồ đều đã từng là một phần của lưu vực sông Sutlej và bị tách giãn do hoạt động kiến tạo địa chất. Hồ Manasarovar có thể được kết nối với các lưu vực sông Ganga qua một đường hầm dài 15 km, nơi mà người Hindu của Ấn Độ dễ dàng tiếp cận và coi nước của nó là thiêng liêng.

## Tên nguyên
Tên "Manasarovara" bắt nguồn từ tiếng Phạn, là một sự kết hợp của từ "Manas" và "sarovara", Manas nghĩa là tâm trí và sarovara nghĩa là hồ. Theo đạo Hindu, hồ lần đầu tiên được tạo ra trong tâm trí của thần Brahma sau đó đã hiện thực trên Trái Đất.

## Ý nghĩa tôn giáo

### Trong Ấn Độ giáo

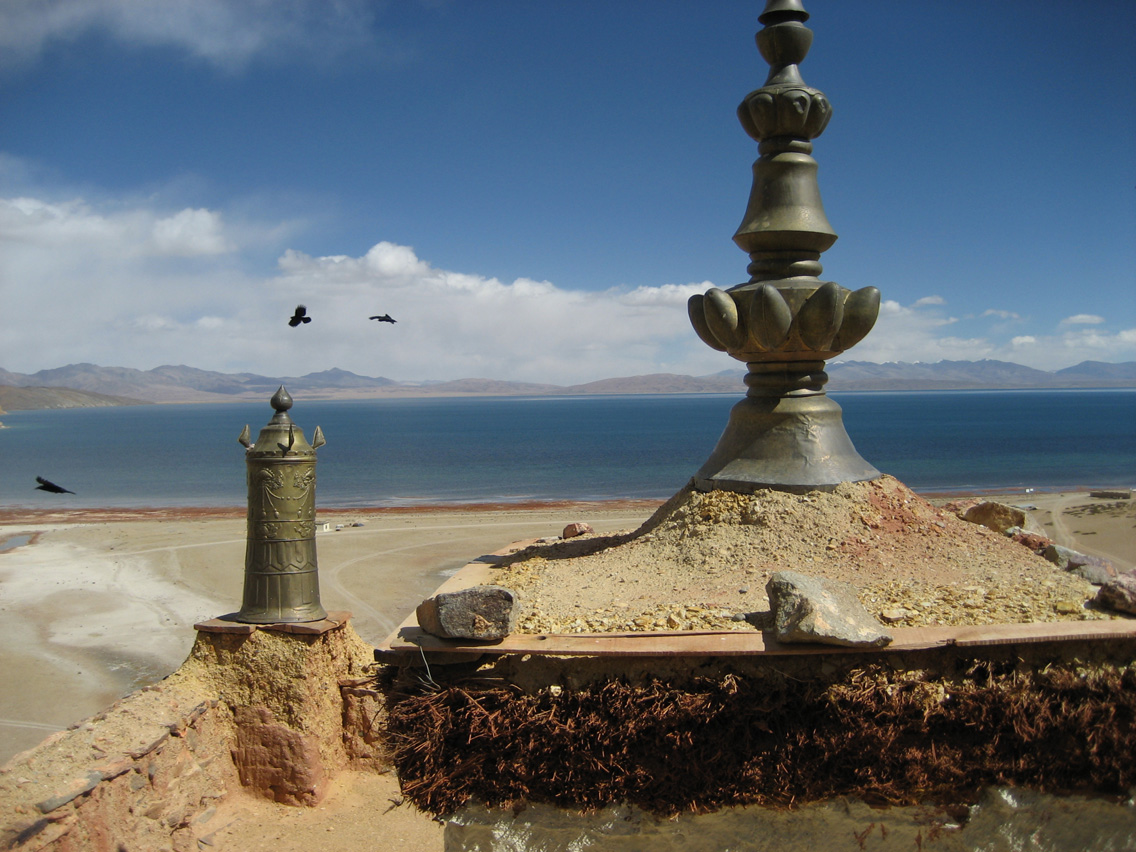
Toàn cảnh hồ nhìn từ Chiu Gompa

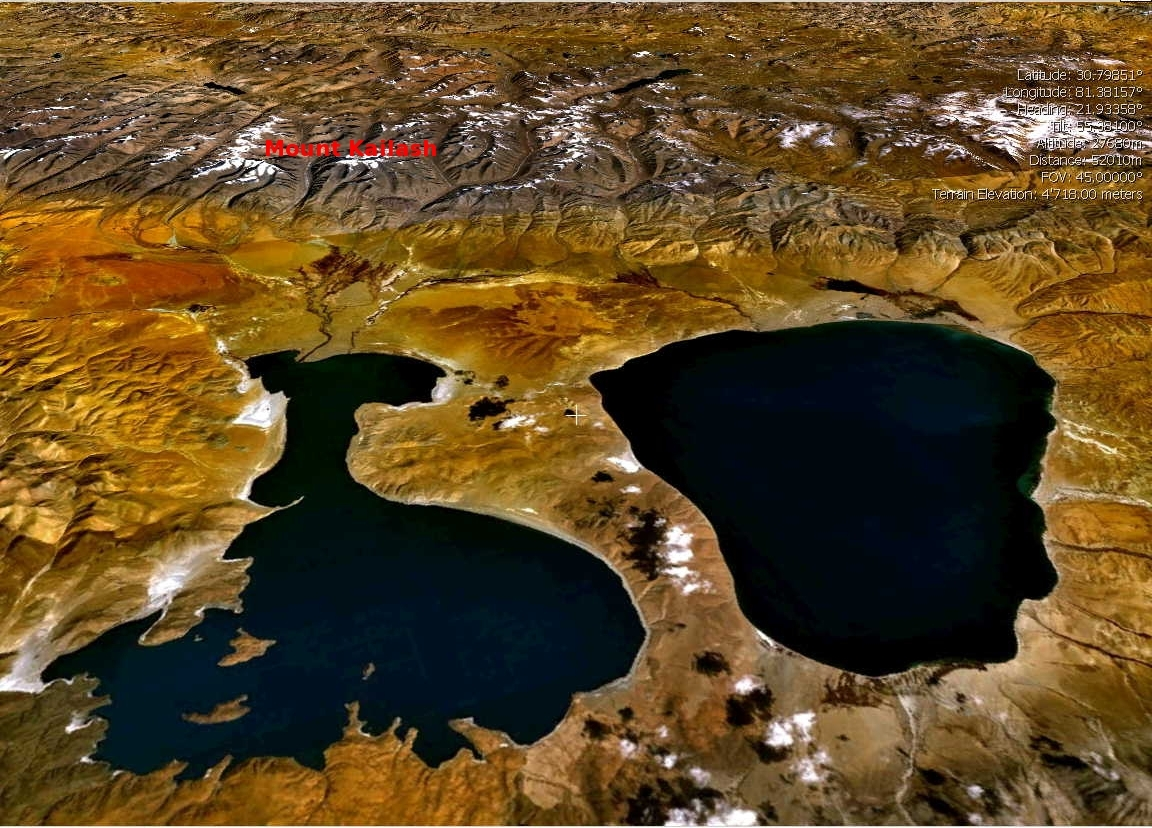
Hình ảnh vệ tinh của hồ Manasarovar (bên phải) và Rakshastal với núi Kailash nằm ở phía bắc.

Theo kinh Hindu, Hồ Manasarovar là hiện thân của sự tinh khiết, và người uống nước từ hồ sẽ đến được nơi ở của thần Shiva sau khi chết.
Giống như núi Kailash, Hồ Manasarovar là một nơi hành hương, thu hút những người theo đạo khắp Ấn Độ, Nepal, Tây Tạng và các quốc gia lân cận khác tới đây. Tắm trong dòng nước của hồ Manasarovar và uống nước của nó được cho là để tẩy sạch mọi tội lỗi. Có một cuộc hành hương được tổ chức thường xuyên, đặc biệt là từ Ấn Độ, nổi tiếng nhất trong số đó là Kailash Manas Sarovar Yatra được diễn ra hàng năm. Khách hành hương đến nhận phòng tắm nghi lễ trong các vùng nước sạch của các hồ.
Hồ Manasarovar từ lâu đã được những người hành hương xem như là một địa điểm linh thiêng khí nó gần các nguồn của bốn con sông lớn châu Á, là Brahmaputra, Karnali, sông Ấn và Sutlej. Vì vậy, nó là một điểm trục đã được khách hành hương hàng ghé thăm từ hàng ngàn năm. Khu vực này đã từng bị đóng cửa sau Trận Chamdo, được biết đến như là chiến dịch quân sự giải phóng Tây Tạng của Trung Quốc. Vì vậy, không bất kỳ một du khách hay người hành hương nước ngoài được phép tới đây từ năm 1951 đến năm 1980. Sau năm 1980, nó đã một lần nữa trở thành một phần của con đường mòn hành hương từ Ấn Độ.
Theo Hindu tôn giáo, hồ lần đầu tiên được tạo ra trong tâm trí của Chúa Brahma sau đó nó hiện thực trên Trái Đất. Do đó, trong tiếng Phạn gọi là "Manasa Sarovaram", là một sự kết hợp của các từ Manasa (tâm trí) và Sarovaram (hồ). Hồ nước trong tôn giáo Hindu cũng được cho là nơi trú ngụ vào mùa hè của ngỗng Hamsa, một biểu tượng thiêng liêng đại diện cho trí tuệ và sắc đẹp.

## Đọc thêm

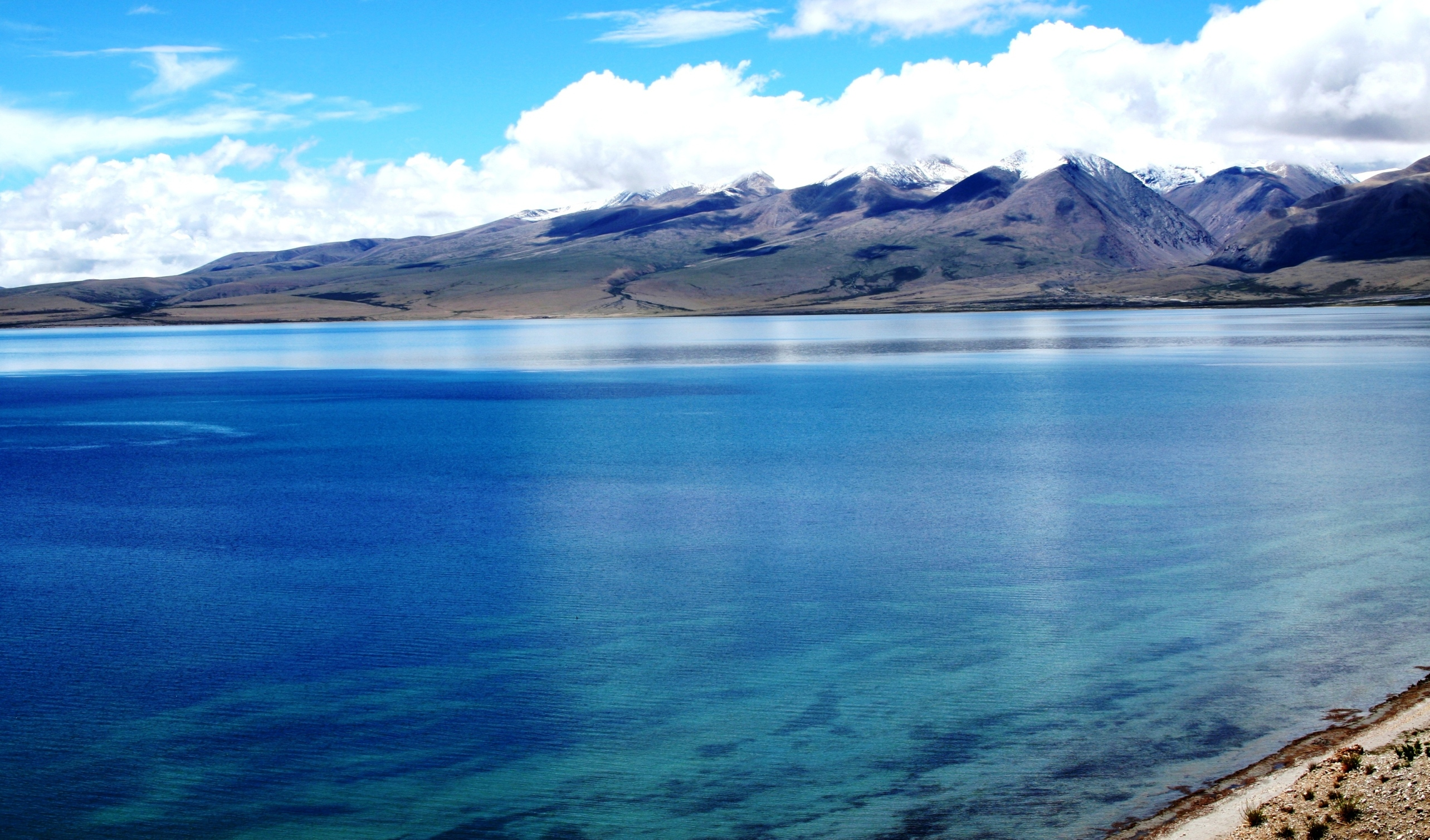
Vẻ đẹp nổi bật của hồ.